# 심진의
심진의(沈眞意, 1992년 4월 16일 ~ )는 대한민국의 축구 선수이며 포지션은 미드필더이다.

## 축구인 경력

### 선수 경력
선문대학교를 졸업하고 2015년 드래프트를 통해 K리그 챌린지의 충주 험멜에 입단하였다.
2015 시즌을 끝으로 팀을 떠난 뒤, 2016년 7월 내셔널리그의 경주 한수원에 입단하였다.